# Magnettrennung

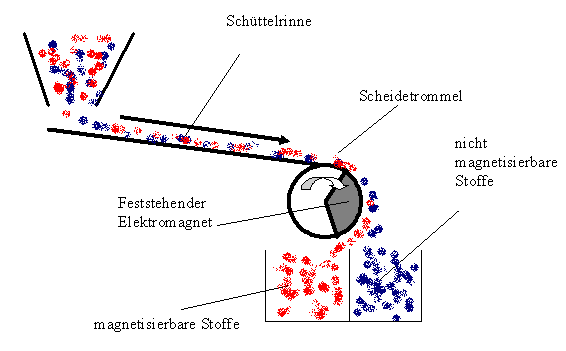
Schematische Darstellung

Bei der Magnettrennung, auch Magnetscheidung, werden Haufwerke (Mischungen) aus magnetischen und nichtmagnetischen Stoffen durch ihre Magnetisierbarkeit getrennt.
Es handelt sich hierbei um ein mechanisches Trennverfahren.
Die Trennwirkung beruht auf der unterschiedlichen Magnetisierbarkeit der verschiedenen Stoffe, wobei die magnetisierbaren Stoffe von einem Magneten angezogen und in eine andere Richtung gelenkt werden als die nicht magnetisierbaren Stoffe.
Ferromagnetische Stoffe werden in der Regel getrennt, indem sie an Dauermagneten oder Elektromagneten mit gleichmäßigem Magnetfeld vorbeigeführt und von diesem angezogen werden. Nicht-magnetische aber magnetisierbare Stoffe wie Nichteisen-Metalle werden hingegen nach dem Wirbelstromverfahren sortiert.
Die magnetische Trennung geschieht mit Magnetscheidern bzw. Magnetsortierern wie dem Magnettrommelscheider.